# Vrbovsko
Vrbovsko är en stad i Kroatien. Tätorten har 1 894 och kommunen 6 047 invånare (2001). Vrbovsko ligger i den östligaste delen av Gorski kotar i Primorje-Gorski kotars län.

## Orter i kommunen
Vrvovsko utgör huvudorten i kommunen med samma namn. I kommunen finns förutom Vrbovsko följande 64 orter: Blaževci, Bunjevci, Carevići, Damalj, Dokmanovići, Dolenci, Donji Vučkovići, Donji Vukšići, Draga Lukovdolska, Dragovići, Gomirje, Gorenci, Gornji Vučkovići, Gornji Vukšići, Hajdine, Hambarište, Jablan, Jakšići, Kamensko, Klanac, Komlenići, Lesci, Liplje, Lukovdol, Ljubošina, Majer, Mali Jadrč, Matići, Međedi, Mlinari, Močile, Moravice, Musulini, Nadvučnik, Nikšići, Osojnik, Petrovići, Plemenitaš, Plešivica, Podvučnik, Poljana, Presika, Radigojna, Radočaj, Radoševići, Rim, Rtić, Severin na Kupi, Smišljak, Stubica, Štefanci, Tići, Tomići, Topolovica, Tuk, Veliki Jadrč, Vučinići, Vučnik, Vujnovići, Vukelići, Zapeć, Zaumol, Zdihovo och Žakule.

## Historia
Vrbovsko nämns för första gången i ett dokument utfärdat 1481 som slår fast att staden och dess omgivningar är i den kroatiska adelsfamiljen Frankopans ägo.
I samband med parlamentet i Cetin 1527 kom staden formellt att sortera under den habsburgska kronan. Under 1500-talet utsattes staden liksom hela Gorski kotar för återkommande angrepp från osmanerna vilket ledde till att staden avfolkades. För att stävja osmanernas vidare avancemang upprättade de habsburgska myndigheterna den så kallade Militärgränsen i vilken Vrbovsko kom att ingå. Med början 1599 bjöd myndigheterna gradvis in serbiska flyktingar från Lika, Dalmatien och det av osmanerna ockuperade Bosnien och Hercegovina till området. Dessa var villiga att försvara Vrbovsko men ändrade samtidigt den etniska sammansättningen i staden.
Under 1700-talet återbefolkades Vrbovsko med människor från det kroatiska kustlandet och 1785 utfärdade kejsaren Josef II en gyllene bulla som utsåg Vrbovsko till kunglig köpstad med speciella privilegier. 1886 upplöstes Militärgränsen formellt och Vrbovsko integrerades i det civila Kroatien.